# ローザ・シャーニナ
ローザ・エゴーロヴナ・シャーニナ（Ро́за Его́ровна Ша́нина，1924年4月3日 - 1945年1月28日）は、ソビエト連邦の軍人。独ソ戦（大祖国戦争）に狙撃兵として従軍した。彼女は少なくとも54人を殺傷しており、またそのうち12人がビリニュス攻勢における戦果である。書籍によっては「シャーニナ」ではなく「シャニーナ」と訳している場合もある。

## 経歴
ロシア・ソビエト連邦社会主義共和国ヴォログダ県エディマ村 (ru) の大農場に生まれる。名前の「ローザ」は革命家のローザ・ルクセンブルクから付けらえた。母のアンナ・アレクセエヴナはコルホーズの乳搾りで、父のイーゴリ・ミハイロヴィチは林業を営んでいた。
シャーニナは14歳のときに親の反対を振り切って200㎞離れたアルハンゲリスクまで歩いて移動して現地の大学に入学した。しかし、2年後には学費制度が始まり奨学金も削減されたため、家からの援助がほとんどなかったシャーニナは仕事を探し始め、1941年の9月11日にアルハンゲリスク第2幼稚園で保母の職についた。昼間は幼稚園で働き、夜は勉学に励み、1941年-1942年の学年で無事に大学を卒業することが出来たが、この頃には独ソ戦が始まり、ドイツ空軍の空爆がアルハンゲリスクにも及ぶようになっていた。
1941年6月にドイツ軍のソ連侵攻が始まると2人の兄は軍に入隊したが、そのうちの一人である兄ミハイル（19歳）の戦死届が同年の12月に届き、シャーニナは軍への入隊を希望するようになった。その後、一般国民軍事訓練を経て1943年6月22日にシャーニナは赤軍に志願入隊し、ポドリスクの中央女性狙撃兵学校へ入学した。1944年4月2日、シャーニナは軍曹の階級で第184狙撃兵師団に配属される。ここで組織された女性狙撃兵小隊にシャーニナも参加した。
1944年6月18日と9月22日にはそれぞれ3級及び2級栄誉勲章を授与される。1944年7月、ヴィリニュス攻勢に従軍し、ここで12人のドイツ兵を射殺したとされる。1944年12月12日、戦闘中に肩を狙撃され負傷するが、これによって女性狙撃兵としては初めてとなる英雄メダルを1944年12月27日に授与された。

## 戦死
1945年1月27日、シャーニナは東プロイセン・ライヒャウ（現：ロシア・カリーニングラード州チェレパノヴォ）近郊の農村におけるドイツ軍との遭遇戦において、砲弾片が直撃し胸が裂けた状態で発見された。発見した2人の兵士に助けられ救護が行われたものの翌日戦死した。
後に彼女の戦闘日誌やいくつかの手紙は公開、編纂の後に出版された。アルハンゲリスク州のシャンガルィ(Shangaly)やストロエフスコエ(Stroyevskoye)といった街では彼女の名に因んだ「シャーニナ通り」という名の道路が見られる。

## 人物
- シャーニナにはミハイル、フョードル、セルゲイ、マラトという4人の兄弟がおり、いずれも赤軍に従軍していたが、ミハイルは1941年9月8日から始まったレニングラード包囲戦の最中に戦死する。また、同年クリミア半島の戦いにてフョードルも戦死。セルゲイは行方不明となり、終戦の段階で兄弟の中ではただ一人マラトだけが残っていた。また、そのほかにユーリアという名の妹も居た[2]。マラトは「シャーニナの戦死届けが届いたときの母の顔を今でも鮮明に思い出す」と書き残している。

- パルチザンをテーマとした「Oy tumany moi, rastumany」という歌謡曲が好きで、武器を整備するときによく歌っていたという話が残されている。

- 彼女は従軍中に日記を記しており、1944年10月10日には「ミーシャ・パナーリンがもう生きていないことを受け入れられない。彼はとても良い人だった。彼は死んだ。私は彼が私を愛していたのを知っている、そして私も彼を・・・」と書き残している[4]。